# Creative Fear Factory X-Fi
Creative Fear Factory X-Fi (dawniej Fear Factory) – polska profesjonalna drużyna sportów elektronicznych, istniejąca od 1998 roku. Zespół zrzesza graczy takich gier jak Counter-Strike 1.6, Call of Duty 4, TrackMania i Quake Live. Aktualnym sponsorem drużyny jest Creative Technology. Fear Factory X-Fi jest uznawana za jedną z najbardziej utytułowanych polskich drużyn e-sportowych obok Frag eXecutors czy D-Link PGS.

## Historia
Fear Factory powstała w 1998 wśród pasjonatów gry Quake II. Od 2002 roku zwiększano liczbę konkurencji, w których uczestniczyła (2002 – Return to Castle Wolfenstein, założyciel dywizji: Piotr „Mit0s” Kamiński), Urban Terror – 2003, następnie między innymi Counter-Strike i Wolfenstein: Enemy Territory). W 2005 roku drużynę sponsorowała Nvidia. Od 2006 roku istnieje strona internetowa drużyny, a od 2009 roku, po nawiązaniu współpracy z Creative Technology, zmieniono jej nazwę na Creative Fear Factory X-Fi.
Fear Factory x-Fi ma na koncie wiele sukcesów, między innymi w konkurencji TrackMania Nations Forever na World Cyber Games Polska w 2009 (Damian Trela) czy też w konkurencji Counter-Strike: Source na Poznań Game Arena 2009. Oficjalnie członkowie klanu deklarują zdobycie około 200 nagród i wyróżnień na międzynarodowych oraz krajowych imprezach sportów elektronicznych.

## Skład

### Zarząd
- Piotr „Mit0s” Kamiński, Menedżer
- Dariusz „Borsuk” Wawrzyniak, Marketing
- Michał „lab” Bal, Marketing
- Piotr „Set” Niewiadomski, Dyrektor Serwisu
- Piotr „Modern” Wielądek, Organizator

### Call of Duty 4 Squad
Skład od 2008
- Marcin „f4L” Białecki (menadżer/kapitan)
- Hubert „exile” Gawroński
- Jan „one” Jakubowski
- Piotr „Karting” Jakubowski
- Andrzej „endriu” Otfinowski
- Wojtek „Andy” Piątkowski[6][7]

Skład od 2009
- Łukasz „ryanek” Trybuś
- Łukasz „ZACKy” Herzyk
- Jan „one” Jakubowski
- Andrzej „endriu” Otfinowski
- Piotr „isu” Urbański[8]

Skład od 2010
- Łukasz „ryanek” Trybuś
- Maciek „dunayeR” Dunaj[9]
- Rafał „fantz” Dżumaga
- Łukasz „ZACKy” Herzyk
- Piotr „isu” Urbański[10]

### Counter Strike 1.6 Squad
- Artur „dOk” Kaleta, Gracz
- Tomasz „ths” Sopel, Gracz
- Łukasz „drive” Snopkiewicz, Gracz
- Artur „BEn” Ostrach, Gracz
- Patryk „sonamed” Zamulski, Gracz

### Quake Live Squad
- Konrad „ProX” Kubala, Gracz 1v1
- Arek „rutt”, Gracz 1v1
- Michał „xar” Wieczorek, Redaktor QL